# Liste der Gefäßpflanzen Deutschlands/U
- Ulme, Bastard- (Ulmus × hollandica (Ulmus glabra × U. minor)) - Familie: Ulmaceae
- Ulme, Berg- (Ulmus glabra) - Familie: Ulmaceae
- Ulme, Feld- (Ulmus minor) - Familie:Ulmaceae
- Ulme, Flatter- (Ulmus laevis) - Familie: Ulmaceae